# Combrand
Combrand település Franciaországban, Deux-Sèvres megyében. Lakosainak száma 1194 fő (2022. január 1.). Combrand Cerizay, Mauléon, Montravers, La Petite-Boissière és Le Pin községekkel határos.

## Népesség
A település népességének változása:
| Lakosok száma | 1176 | 1175 | 1203 | 1161 | 1159 | 1144 | 1139 | 1167 | 1194 |
|               | 2013 | 2015 | 2016 | 2017 | 2018 | 2019 | 2020 | 2021 | 2022 |